# Български кардиологичен институт
Българският кардиологичен институт (БКИ) обединява две високотехнологични многопрофилни болници „Сърце и мозък“ в Плевен и Бургас, пет специализирани кардиологични болници в Плевен, Велико Търново, Шумен, Варна, Ямбол и 15 медицински центъра в страната. БКИ е създаден през 2007 г. от Тихомир Каменов – основател на Търговска лига – Глобален аптечен център – водеща фирмена група в производството и търговията на лекарствени продукти, здравното и пенсионното осигуряване.
Мащабните инвестиции на БКИ в българското здравеопазване и всеотдайната работа на медицинските екипи дават бързи здравни резултати на популационно ниво. Първите публикувани данни показват, че смъртността от остър коронарен синдром в Северозападна България през 2008 г. е намалена от 13,09% до 9,25%, а вътреболничната смъртност – до 2,99%. Година по-късно подобни резултати са постигнати и в другите региони. Впечатляващото намаляване на сърдечносъдовата смъртност в България е докладвано на Световния конгрес по кардиология в Пекин, Китай, през юни 2010 г. и публикувано във водещото световно научно издание Circulation 122 (2), 2010.

## История
СБАЛ по кардиология Плевен
На 24 юни 2008 г. е открита първата специализирана кардиологична болница в Северозападна България – в гр. Плевен, която въвежда в региона рутинното интервенционално лечение на пациенти с остър коронарен синдром и инфаркт на миокарда. Осигурен е достъп до модерно кардиологично лечение за пациентите в областите Плевен, Ловеч, Враца, Видин, Монтана – регион, обхващащ население над 750 хил. души.

СБАЛ по кардиология Велико Търново
На 31 октомври 2008 г. е открита първата специализирана кардиологична болница в Централна Северна България – в гр. Велико Търново, която въвежда в региона рутинното интервенционално лечение на пациенти с остър коронарен синдром и инфаркт на миокарда. Осигурен е достъп до модерно кардиологично лечение за пациентите в областите Велико Търново, Габрово, Русе, Разград, Търговище – регион, обхващащ население над 800 хил. души.

СБАЛ по кардиология Ямбол
На 22 ноември 2008 г. е открита първата специализирана кардиологична болница в Югоизточна България – в гр. Ямбол, която въвежда в региона рутинното интервенционално лечение на пациенти с остър коронарен синдром и инфаркт на миокарда. Осигурен е достъп до модерно кардиологично лечение за пациентите в областите Ямбол, Бургас, Сливен, Стара Загора, Хасково, Кърджали – регион с население над 1,4 млн. души.

СБАЛ по кардиология Варна
На 5 ноември 2009 г. е открита втората специализирана кардиологична болница в Североизточна България – в гр. Варна, която облекчава достъпа до рутинното интервенционално лечение на пациенти с остър коронарен синдром и инфаркт на миокарда в областите Варна, Шумен, Добрич, Силистра – регион с население над 930000 души.

СБАЛ по кардиология Мадара
На 27 март 2013 г. е открита първата специализирана кардиологична болница в географския регион Лудогорие – в гр. Шумен, която въвежда рутинното интервенционално лечение на пациенти с остър коронарен синдром и инфаркт на миокарда в областите Шумен, Разград, Търговище – регион, обхващащ население над 400 хил. души.

МБАЛ Сърце и мозък Плевен
На 27 февруари 2017 г. е открита първата многопрофилна болница за комплексно лечение на сърдечносъдови и мозъчносъдови заболявания в Централна Северна и Северозападна България – МБАЛ „Сърце и мозък” в гр. Плевен. Болницата е специализирана в иновативни здравни технологии в областта на кардиохирургията, неврохирургията, съдовата хирургия и приема пациенти от областите Видин, Монтана, Враца, Плевен, Габрово, Ловеч, Русе, Велико Търново, Търговище, Разград, Шумен – регион, обхващащ население над 1,5 млн. души.
МБАЛ Сърце и мозък Бургас
За две години в „Сърце и мозък“ в Бургас са извършени над 1300 сърдечни операции и спасени хиляди човешки животи, а от средата на ноември 2021 г. болницата започва работа в нов свръхмодерен комплекс, отличен с награда „Сграда на годината 2021“. Разположена на 9 надземни и 2 подземни етажа, върху 15 000 кв. м. разгъната застроена площ, високотехнологичната болницата разполага с 330 легла, 14 операционни зали, 13 клиники и отделения, 12 приемни лекарски кабинета.

Клиника Мама и аз'
„Мама и аз“ е първата новопостроена (от над 55 години насам) клиника за майчино и детско здраве в страната – отваря врати в Плевен на 1 юни 2023 г. Тя заема новоизграден специално за тази цел корпус на „Сърце и мозък“ Плевен. Високотехнологично оборудваното болнично крило разполага с отделения по АГ, родилен блок, педиатрия и неонатология, специализирани педиатрични сектори по ендокринология, ревматология, ортопедия. Започна разширяването на съществуващата лаборатория по медицинска генетика чрез въвеждане на технологични възможности за молекулярно-генетична диагностика на редки заболявания при деца.

## В медиите
- Онкологичният център на „Сърце и Мозък“ Плевен е първата и единствена болница в България член на организацията на европейските онкологични институти, Плевен Прес, 21.06.2023

- Световноизвестен китайски съдов хирург оперира в ,Сърце и Мозък’ Плевен, Дневник, 12.06.2023

- Мартин Митев: Все повече столичани и граждани на ЕС се лекуват в Плевен, от Истанбул също реферират към нас, Дневник, 08.06.2023

- Клиника за майчино и детско здраве „Мама и Аз“ отваря врати в Плевен, Дневник, 01.06.2023

- Гама нож в България? Да!, 24 часа, 31.05.2023

- За пръв път у нас: Извършиха операция на бял дроб чрез роботизирана технология, Дарик, 21.02.2023

- Швейцарският кардиохирург проф. Тиери Карел извърши шест животоспасяващи операции в Плевен, БНР, 10.02.2023

- Новият комплексен онкологичен и радиохирургичен център в болница "Сърце и Мозък", Плевен, е без аналог на Балканите, Капитал, 09.06.2021